# Єрул
Є́рул (болг. Ерул) — село в Перницькій області Болгарії. Входить до складу общини Трин.

## Населення
За даними перепису населення 2011 року у селі проживали 40 осіб, з них 39 осіб (97,5%) — болгари.
Розподіл населення за віком у 2011 році:
Динаміка населення: